# 치코 막스

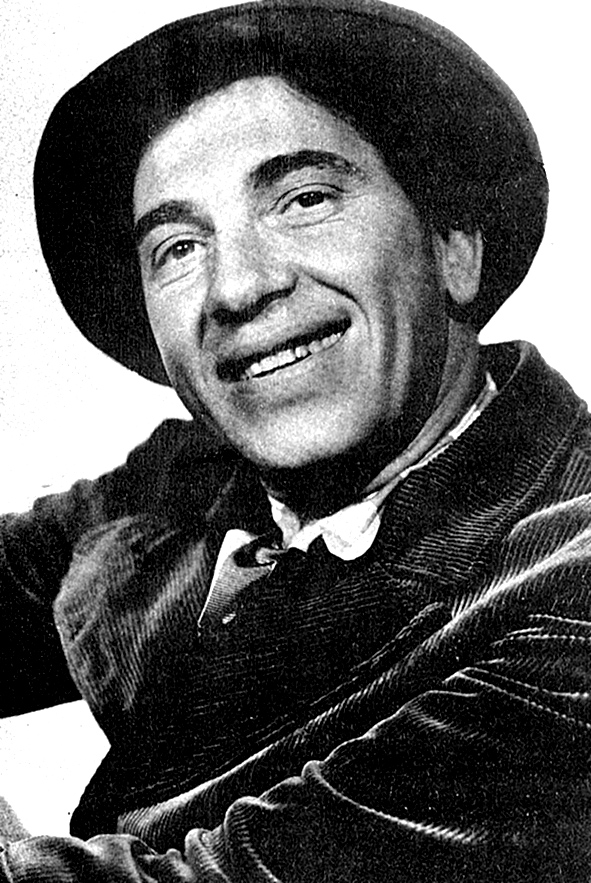

치코 막스(Leonard Marx, 1887년 3월 22일 ~ 1961년 10월 11일)는 미국의 희극 배우, 피아노 연주자, 밴드리더, 영화배우, 텔레비전 배우, 연극 배우이다.
맨해튼에서 태어났으며 할리우드에서 사망하였다. 사인은 심혈관계 질환이다. 포리스트 론 메모리얼 파크에 매장되었다.

## 영화
- 러브 해피 (1949년)
- 카사블랑카에서의 하룻밤 (1946년)
- 빅 스토어 (1941년)
- 고 웨스트 (1940년)
- 서커스에서 (1939년)
- 룸 서비스 (1938년)
- 경마장의 하루 (1937년)
- 오페라의 밤 (1935년)
- 식은 죽 먹기 (1933년)
- 풋볼 대소동 (1932년)
- 몽키 비지니스 (1931년)
- 파티 대소동 (1930년)
- 코코넛 대소동 (1929년)